# Nedertjärnen (Åre socken, Jämtland)
Nedertjärnen är en sjö i Åre kommun i Jämtland och ingår i Indalsälvens huvudavrinningsområde.